# Gemma Reeves
Gemma "Gemfish" Reeves es un personaje ficticio de la serie de televisión australiana Neighbours, interpretada por la actriz Kathryn Beck desde el 7 de octubre de 2013 hasta el 10 de enero de 2014.

## Antecedentes
Como sus primos Gemma y su hermano Wayne recibieron apodos de animales acuáticos. Luego de que Angie Rebecchi no podueira controlar el comportamiento de su hijo Toadfish Rebecchi decide mandarlo con su tía Coral Rebecchi sin embargo su estadía con ellos pronto se acaba cuando Coral acusa a Toadfish de pervertir a su prima Gemma luego de atraparlo mirando por un huevo en la pared que él había hecho. Unos años después cuando Gemma está ocupada intentando alcanzar el éxito su hermano Wayne comienza a comportarse mal y sus padres lo mandan a vivir  con Angie.

## Biografía
Gemma llega a Erinsborough en octubre del 2013 obsesionada con su prima Georgia Brooks, inmediatamente después de su llegada intenta obtener todo lo que tiene Georgia entre ellos su novio Kyle Canning y su mejor amiga Kate Ramsay.